# Giro de Lombardía 1982
El Giro de Lombardía 1982, la 76.ª edición de esta clásica ciclista, se disputó el 16 de octubre de 1982, con un recorrido de 253 km entre Milán y Como. El vencedor final fue el italiano Giuseppe Saronni, por delante del francés Pascal Jules y el también italiano Francesco Moser. 

## Clasificación final
| Posición | Ciclista                 | Equipo                | Tiempo    |
| -------- | ------------------------ | --------------------- | --------- |
| 1        | Giuseppe Saronni         | Del Tongo-Colnago     | 6h 05' 07 |
| 2        | Pascal Jules             | Renault-Elf-Gitane    | m. t.     |
| 3        | Francesco Moser          | Famcucine             | m. t.     |
| 4        | Jean-Luc Vandenbroucke   | La Redoute-Motobecane | m. t.     |
| 5        | Alfio Vandi              | Selle San Marco       | m. t.     |
| 6        | Gianbattista Baronchelli | Bianchi-Piaggio       | m. t.     |
| 7        | Jean-Marie Grezet        | Cilo-Aufina           | m. t.     |
| 8        | Hubert Seiz              | Cilo-Aufina           | m. t.     |
| 9        | Claude Criquielion       | Splendor-Wickes       | m. t.     |
| 10       | Hennie Kuiper            | DAF Trucks-TeVe Blad  | m. t.     |